# Quella certa cosa
Quella certa cosa (That Certain Thing) è un film muto del 1928 diretto da Frank Capra, al suo primo lavoro per la Columbia Pictures.

## Trama
"Cercatrice d'oro", quella che gli americani chiamano una gold digger, Molly Kelly è a caccia di un marito ricco. La ragazza, che lavora per aiutare la madre vedova e i due fratellini, potrebbe sposare un autista. Ma il suo obbiettivo è quello di diventare ricca e aspetta con fede la sua grande occasione. La madre e i vicini di casa la prendono in giro per le sue fantasie. Ma un giorno, Molly cade letteralmente addosso a un giovanotto, Andy Charles junior, erede del padrone di una catena di ristoranti. I due si innamorano e in breve si sposano. Papà Charles, però, convinto che la ragazza abbia sposato suo figlio solo per i soldi, disereda il ragazzo. Costretto a lavorare per mantenere la moglie, Andy va a fare l'operaio. Molly gli porta il pranzo preparato a casa confezionato da lei in una scatola. Per caso, uno degli altri operai assaggia il cibo e il pranzo gli piace tanto che chiede a Molly di prepararlo anche per lui. Passa poco tempo e tutti gli operai comperano il pranzo da Molly, preferendolo a quello dei ristoranti di Charles.

## Produzione
Prodotto dalla Columbia Pictures Corporation

## Distribuzione
La Columbia Pictures distribuì il film che uscì in sala il 1º gennaio 1928. Il film venne distribuito nel 2005 dalla Sunrise Silents e nel 2007 dalla JEF in DVD.
- USA	1º gennaio 1928
- USA 2005 DVD
- USA 2007 DVD

Alias
- That Certain Thing 	USA (titolo originale)
- Cómo se corta el jamón 	Spagna
- Quella certa cosa	Italia